# Ixodes trichosuri
Ixodes trichosuri är en fästingart som beskrevs av Roberts 1960. Ixodes trichosuri ingår i släktet Ixodes och familjen hårda fästingar. Inga underarter finns listade i Catalogue of Life.